# Gordon Boswell Romany Museum
Il Gordon Boswell Romany Museum è un museo etnografico britannico dedicato alla cultura rom, con particolare riguardo per i trasporti. L'esposizione è stata fondata da Gordon Boswell (morto il 27 agosto 2016, all'età di 76 anni), che ha accumulato nel corso di una vita una collezione di manufatti, fotografie e numerosi esempi del caratteristico carro zingaro o vardo. Il museo gestisce anche numerosi veicoli non romani, incluso un carro funebre trainato da cavalli. La collezione è ospitata a Clay Lake, Spalding nel Lincolnshire, in Inghilterra.

## Storia
La costruzione di ponti culturali con la comunità non romanì aveva tradizione nella famiglia di Boswell. Il suo bisnonno era stato un'importante fonte di informazioni sulle tradizioni e la lingua rom per gli accademici vittoriani, incluso George Borrow . Sylvester Boswell, padre di Gordon, aveva pubblicato nel 1970 un'autobiografia di successo, "Il libro di Boswell", che descriveva la vita dei rom. Gordon Boswell raccolse gradualmente carri, carrelli e altri manufatti della vita romanì per molti anni. Il museo risultante fu inaugurato il 25 febbraio 1995.

## Accesso
Il museo è aperto il venerdì, il sabato, la domenica e nei giorni festivi tra la Pasqua e la fine di ottobre di ogni anno. Vi è accesso per disabili a tutte le mostre. È richiesto un biglietto d'ingresso. Il museo utilizza uno dei carri per gite organizzate nella vicina Fenland.